# 加子母村立加子母小学校北分校
加子母村立加子母小学校北分校（かしもそんりつ かしもしょうがっこう　きたぶんこう）は、かつて岐阜県恵那郡加子母村（現・中津川市）に存在した公立小学校の分校。

## 概要
- 加子母小学校の分校であり、加子母村の北部の小郷に存在した。
- 廃校後、校舎は移築され、付知町立付知中学校第三校舎として1973年まで使用された。

## 沿革
- 1873年（明治6年） - 加子母村字小郷に育蒙学校が開校する。
- 1878年（明治11年） - 加子母第一小学校に改称する。
- 1885年（明治18年） - 加子母第一簡易科小学校に改称する。
- 1891年（明治24年） - 加子母第一尋常小学校に改称する。
- 1908年（明治41年） - 加子母第二尋常小学校に統合され廃校。同時に加子母第二尋常小学校は加子母尋常高等小学校に改称する。旧・加子母第一尋常小学校は北分教場となる。
- 1941年（昭和16年） - 加子母国民学校北分教場に改称する。
- 1947年（昭和22年） - 加子母村立加子母小学校北分校にか改称する。
- 1962年（昭和37年）4月 - 廃校。加子母小学校北分教場となる。
- 1963年（昭和38年）3月 - 北分教場を廃止。